# Hrabstwo Burke (Georgia)

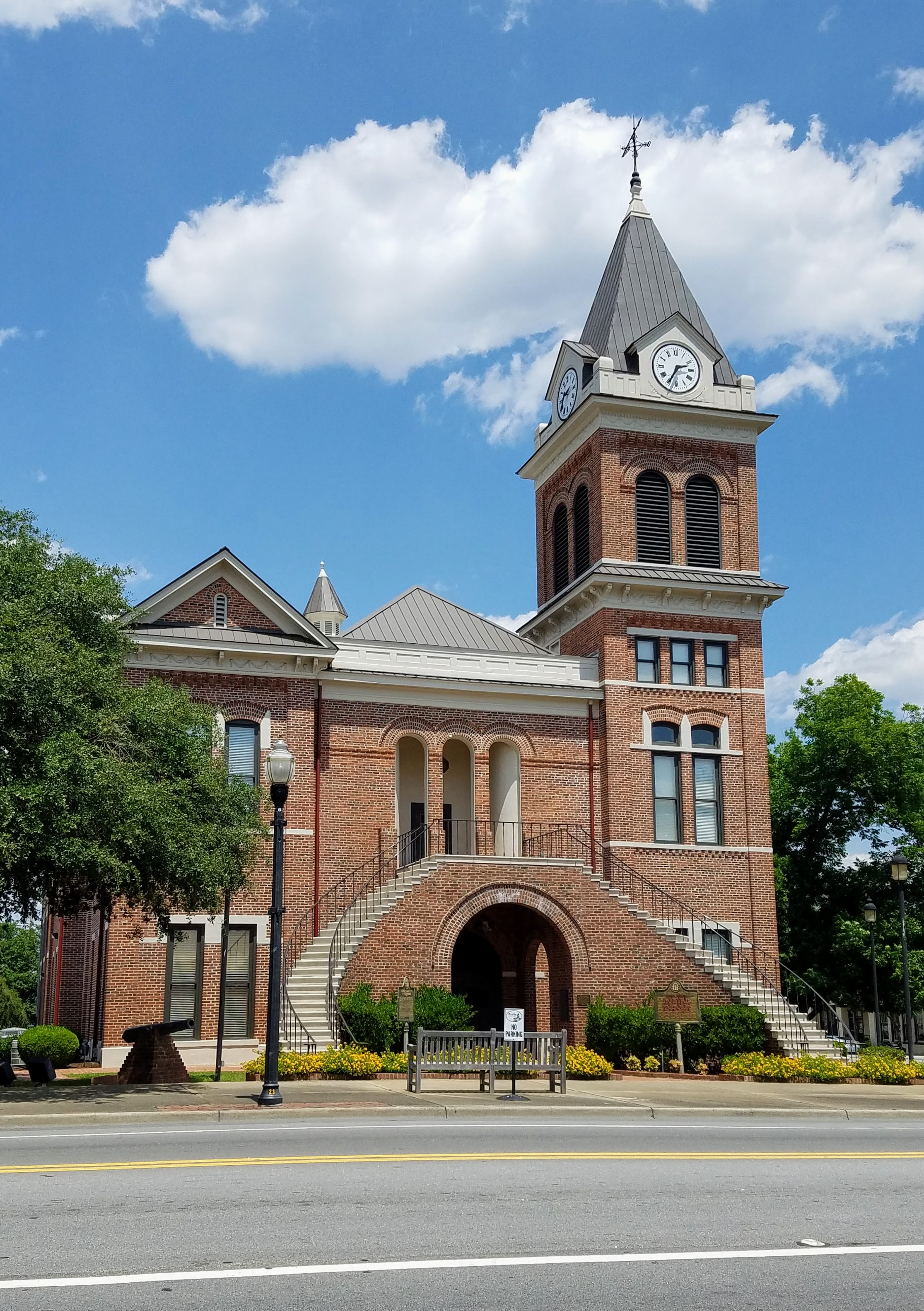
Gmach sądu hrabstwa Burke

Hrabstwo Burke (ang. Burke County) – hrabstwo w stanie Georgia, w Stanach Zjednoczonych. Jego siedzibą administracyjną jest Waynesboro.

## Geografia

Piramida wieku hrabstwa

Według spisu z 2000 obszar całkowity hrabstwa obejmuje powierzchnię 834,99 mil2 (2162,61 km²), z czego 830,47 mil2 (2150,91 km²) stanowią lądy, a 4,52 mil2 (11,71 km²) stanowią wody. Drugie pod względem wielkości hrabstwo Georgii.

### Miejscowości
- Girard
- Keysville
- Midville
- Sardis
- Vidette
- Waynesboro

### Sąsiednie hrabstwa
- Hrabstwo Richmond (północ)
- Hrabstwo Aiken w Karolinie Południowej (północny wschód)
- Hrabstwo Barnwell w Karolinie Południowej (wschód-północny wschód)
- Hrabstwo Allendale w Karolinie Południowej (wschód)
- Hrabstwo Screven (południowy wschód)
- Hrabstwo Jenkins (południe)
- Hrabstwo Emanuel (południowy zachód)
- Hrabstwo Jefferson (zachód)

## Demografia
Według spisu z 2020 roku liczy 24,6 tys. mieszkańców, co oznacza wzrost o 5,5% w porównaniu z poprzednim spisem z roku 2010. Według danych pięcioletnich z 2021 roku 50,9% to biali (48,4% nie licząc Latynosów), 45,8% czarnoskórzy lub Afroamerykanie, 1,8% miało rasę mieszaną, 0,6% Azjaci, 0,6% to rdzenna ludność Ameryki i 0,2% pochodziło z wysp Pacyfiku. Latynosi stanowili 3,7% populacji hrabstwa.

## Polityka
W wyborach prezydenckich w 2020 roku, 50,5% głosów otrzymał Donald Trump i 48,7% przypadło dla Joe Bidena.